# NGC 6729
NGC 6729 ist ein veränderlicher Nebel (eine Art von Reflexionsnebel) im Sternbild Corona Australis. Der Nebel reflektiert das vom PMS-Stern R Coronae Australis (R CrA) ausgesandte Licht. NGC 6729 hat eine dreieckförmige Gestalt, die an NGC 2261 erinnert.
Der Nebel wurde von Johann Friedrich Julius Schmidt im Jahr 1861 entdeckt.